# リズムネタAゴーゴー
『リズムネタAゴーゴー』（リズムネタエーゴーゴー）は、2015年11月21日にTBSテレビで土曜日の16:00 - 17:00（JST）に特別番組として放送されたお笑いネタ番組。一部地域でも遅れネットで放送。正式名称は『リズムネタAゴーゴー【人気芸人大集合!歌×笑い!新リズムネタの祭典が開幕】 』。

## 概要
新ネタ満載の新しいネタ番組として、出演する芸人が全てリズムネタを披露。
番組オーディションも行われ、約300組が参加。それに勝ち抜いた芸人も登場し、リズムネタでおなじみの芸人をはじめ、めったに披露しないM-1王者も初のリズムネタに挑戦した。

## ネタの審査方法
審査は、審査員席の「GO!GO!ボタン」によって4段階に分けられる。
- ノーマルGO!GO! : (0～60)
- エクセレントGO!GO! : (61～80)
- ファンタスティックGO!GO! : (81～99)
- スーパーファンタスティックGO!GO! : (100)

## 出演

### MC
- タカアンドトシ

### 審査員
- DJ KOO
- 遼河はるひ
- 鈴木奈々

### 出場者
- 8.6秒バズーカー
- トレンディエンジェル
- どぶろっく
- 2700
- もりせいじゅ
- クマムシ
- キンタロー。
- AMEMIYA
- みなみのしま(現：すゑひろがりず)[4]
- 小島よしお
- パンクブーブー
- 横澤夏子
- スリムクラブ
- エグスプロージョン
- はなわ
- ピスタチオ
- NON STYLE
- とにかく明るい安村

### ナレーション
- 村田秀亮(とろサーモン)